# Golden Spin of Zagreb de 2018
Golden Spin of Zagreb de 2018 foi a quinquagésima primeira edição do Golden Spin of Zagreb, um evento anual de patinação artística no gelo, e que fez parte do Challenger Series de 2018–19. A competição foi disputada entre os dias 5 de dezembro e 8 de dezembro, na cidade de Zagreb, Croácia.

## Eventos
- Individual masculino
- Individual feminino
- Duplas
- Dança no gelo

## Medalhistas
| Evento                        | Ouro                                           | Prata                                                  | Bronze                                                      |
| Sênior (Challenger Series)    |                                                |                                                        |                                                             |
| Individual masculino detalhes | Jason Brown · Estados Unidos                   | Mikhail Kolyada · Rússia                               | Alexander Samarin · Rússia                                  |
| Individual feminino detalhes  | Bradie Tennell · Estados Unidos                | Anastasia Gubanova · Rússia                            | Mariah Bell · Estados Unidos                                |
| Duplas detalhes               | Alisa Efimova · Alexander Korovin · Rússia     | Alexa Scimeca Knierim · Chris Knierim · Estados Unidos | Deanna Stellato-Dudek · Nathan Bartholomay · Estados Unidos |
| Dança no gelo detalhes        | Piper Gilles · Paul Poirier · Canadá           | Natalia Kaliszek · Maksym Spodyriev · Polônia          | Betina Popova · Sergey Mozgov · Rússia                      |
| Júnior                        |                                                |                                                        |                                                             |
| Individual masculino detalhes | Gabriele Frangipani · Itália                   | Chen Yudong · China                                    | Rakhat Bralin · Cazaquistão                                 |
| Individual feminino detalhes  | Alina Soupian · Israel                         | Nelli Ioffe · Israel                                   | Alana Toktarova · Cazaquistão                               |
| Duplas detalhes               | Daria Danilova · Michel Tsiba · Países Baixos  | Heidrun Pipal · Erik Pipal · Áustria                   | Chelsea Liu · Ian Meyh · Estados Unidos                     |
| Dança no gelo detalhes        | Caroline Green · Gordon Green · Estados Unidos | Ekaterina Andreeva · Ivan Desyatov · Rússia            | Franceska Righi · Aleksei Dubrovin · Itália                 |

## Resultados

### Sênior

#### Individual masculino
| Pos.              | Nome                | Nacionalidade    | Pontos | PC         | PL          |
| ----------------- | ------------------- | ---------------- | ------ | ---------- | ----------- |
| Medalha de ouro   | Jason Brown         | Estados Unidos   | 263.42 | 95.50 (2)  | 167.92 (1)  |
| Medalha de prata  | Mikhail Kolyada     | Rússia           | 253.14 | 97.04 (1)  | 156.10 (2)  |
| Medalha de bronze | Alexander Samarin   | Rússia           | 237.84 | 86.29 (3)  | 151.55 (3)  |
| 4                 | Daniel Samohin      | Israel           | 230.54 | 85.10 (4)  | 145.44 (6)  |
| 5                 | Daniel Grassl       | Itália           | 229.82 | 82.35 (6)  | 147.47 (4)  |
| 6                 | Alexander Majorov   | Suécia           | 227.47 | 83.87 (5)  | 143.60 (7)  |
| 7                 | Anton Shulepov      | Rússia           | 225.82 | 78.52 (7)  | 147.30 (5)  |
| 8                 | Paul Fentz          | Alemanha         | 210.12 | 74.77 (8)  | 135.35 (8)  |
| 9                 | Irakli Maysuradze   | Geórgia          | 207.60 | 74.54 (9)  | 133.06 (9)  |
| 10                | Alexei Bychenko     | Israel           | 192.21 | 72.94 (10) | 119.27 (12) |
| 11                | Aleksandr Selevko   | Estônia          | 186.09 | 61.87 (12) | 124.22 (10) |
| 12                | Catalin Dimitrescu  | Alemanha         | 181.88 | 66.77 (11) | 115.11 (15) |
| 13                | Davide Lewton Brain | Mônaco           | 180.51 | 61.34 (14) | 119.17 (13) |
| 14                | Nikolaj Majorov     | Suécia           | 177.03 | 54.11 (18) | 122.92 (11) |
| 15                | Alessandro Fadini   | Itália           | 171.68 | 54.78 (17) | 116.90 (14) |
| 16                | Luc Maierhofer      | Áustria          | 167.80 | 61.65 (13) | 106.15 (17) |
| 17                | Javier Raya         | Espanha          | 164.71 | 59.39 (15) | 105.32 (18) |
| 18                | Nikita Manko        | Cazaquistão      | 161.59 | 57.28 (16) | 104.31 (19) |
| 19                | Thomas Kennes       | Países Baixos    | 161.20 | 52.34 (19) | 108.86 (16) |
| 20                | Georgii Reshtenko   | República Tcheca | 136.38 | 50.21 (21) | 86.17 (20)  |
| 21                | Yamato Rowe         | Filipinas        | 134.68 | 52.23 (20) | 82.45 (22)  |
| 22                | Chadwick Wang       | Singapura        | 127.47 | 42.21 (24) | 85.26 (21)  |
| 23                | Lap Kan Yuen        | Hong Kong        | 125.27 | 49.96 (22) | 75.31 (24)  |
| 24                | Diego Saldana       | México           | 119.63 | 44.21 (23) | 75.42 (23)  |
| WD                | Deniss Vasiļjevs    | Letônia          | —      | — (WD)     |             |
| WD                | Luke Digby          | Reino Unido      | —      | — (WD)     |             |

#### Individual feminino
| Pos.              | Nome                       | Nacionalidade  | Pontos | PC         | PL         |
| ----------------- | -------------------------- | -------------- | ------ | ---------- | ---------- |
| Medalha de ouro   | Bradie Tennell             | Estados Unidos | 202.41 | 71.50 (1)  | 130.91 (1) |
| Medalha de prata  | Anastasia Gubanova         | Rússia         | 198.65 | 69.56 (2)  | 129.09 (2) |
| Medalha de bronze | Mariah Bell                | Estados Unidos | 196.60 | 67.82 (4)  | 128.78 (3) |
| 4                 | Anastasia Gulyakova        | Rússia         | 188.90 | 67.85 (3)  | 121.05 (4) |
| 5                 | Maria Sotskova             | Rússia         | 179.72 | 60.35 (5)  | 119.37 (5) |
| 6                 | Ekaterina Ryabova          | Azerbaijão     | 171.10 | 57.28 (7)  | 113.82 (6) |
| 7                 | Chen Hongyi                | China          | 165.55 | 56.81 (8)  | 108.74 (7) |
| 8                 | Yasmine Kimiko Yamada      | Suíça          | 164.48 | 58.78 (6)  | 105.90 (8) |
| 9                 | Daša Grm                   | Eslovênia      | 150.13 | 51.01 (12) | 99.12 (9)  |
| 10                | Nicole Schott              | Alemanha       | 149.74 | 55.44 (9)  | 94.30 (10) |
| 11                | Alissa Scheidt             | Alemanha       | 145.72 | 51.91 (11) | 93.81 (11) |
| 12                | Megan Wessenberg           | Estados Unidos | 144.79 | 53.23 (10) | 91.56 (13) |
| 13                | Kyarha van Tiel            | Países Baixos  | 139.56 | 48.99 (17) | 90.57 (15) |
| 14                | Paulina Ramanauskaitė      | Lituânia       | 138.79 | 49.14 (16) | 89.65 (16) |
| 15                | Andrea Montesinos Cantu    | México         | 134.30 | 45.39 (19) | 88.91 (17) |
| 16                | Niki Wories                | Países Baixos  | 132.73 | 39.32 (24) | 93.41 (12) |
| 17                | Charlotte Vandersarren     | Bélgica        | 130.89 | 50.85 (13) | 80.04 (20) |
| 18                | Antonina Dubinina          | Sérvia         | 130.36 | 50.47 (14) | 79.89 (21) |
| 19                | Angelīna Kučvaļska         | Letônia        | 129.12 | 38.39 (25) | 90.73 (14) |
| 20                | Hana Cvijanović            | Croácia        | 126.25 | 44.56 (20) | 81.69 (18) |
| 21                | Ji Min-Ji                  | Coreia do Sul  | 124.79 | 49.15 (15) | 75.64 (24) |
| 22                | Sofia Del Rio              | México         | 123.80 | 43.45 (21) | 80.35 (19) |
| 23                | Alisson Krystle Perticheto | Filipinas      | 119.40 | 45.48 (18) | 73.92 (25) |
| 24                | Aiza Mambekova             | Cazaquistão    | 116.64 | 39.40 (23) | 77.24 (22) |
| 25                | Oona Ounasvuori            | Finlândia      | 114.65 | 42.52 (22) | 72.13 (26) |
| 26                | Noemie Bodenstein          | Suíça          | 110.15 | 34.33 (26) | 75.82 (23) |
| 27                | Hiu Ching Kwong            | Hong Kong      | 103.68 | 31.95 (31) | 71.73 (27) |
| 28                | Elena Rivkina              | Israel         | 101.75 | 32.28 (30) | 69.47 (28) |
| 29                | Nelma Hede                 | Finlândia      | 101.41 | 34.06 (27) | 67.35 (29) |
| 30                | Maruša Udrih               | Eslovênia      | 99.32  | 33.01 (29) | 66.31 (30) |
| 31                | Nina Letenayová            | Eslováquia     | 98.20  | 31.94 (32) | 66.26 (31) |
| 32                | Simona Gospodinova         | Bulgária       | 93.14  | 33.28 (28) | 59.86 (32) |
| 33                | Kathryn Winstanley         | África do Sul  | 86.88  | 31.19 (33) | 55.69 (34) |
| 34                | Patricia Skopančić         | Croácia        | 77.30  | 20.13 (34) | 57.17 (33) |
| WD                | Elisabetta Leccardi        | Itália         | —      | — (WD)     |            |
| WD                | Julia Sauter               | Romênia        | —      | — (WD)     |            |
| WD                | Nina Polsak                | Eslovênia      | —      | — (WD)     |            |

#### Duplas
| Pos.              | Nome                                       | Nacionalidade  | Pontos | PC        | PL         |
| ----------------- | ------------------------------------------ | -------------- | ------ | --------- | ---------- |
| Medalha de ouro   | Alisa Efimova / Alexander Korovin          | Rússia         | 183.89 | 65.84 (1) | 118.05 (2) |
| Medalha de prata  | Alexa Scimeca Knierim / Chris Knierim      | Estados Unidos | 182.84 | 64.04 (3) | 118.80 (1) |
| Medalha de bronze | Deanna Stellato-Dudek / Nathan Bartholomay | Estados Unidos | 176.44 | 60.12 (5) | 116.32 (3) |
| 4                 | Minerva Fabienne Hase / Nolan Seegert      | Alemanha       | 172.18 | 62.97 (4) | 109.21 (4) |
| 5                 | Ashley Cain / Timothy Leduc                | Estados Unidos | 169.67 | 64.34 (2) | 105.33 (5) |
| 6                 | Annika Hocke / Ruben Blommaert             | Alemanha       | 160.47 | 59.34 (6) | 101.13 (6) |
| 7                 | Lana Petranović / Antonio Souza-Kordeiru   | Croácia        | 147.21 | 51.40 (7) | 95.81 (7)  |
| 8                 | Hailey Esther Kops / Artem Tsoglin         | Israel         | 132.72 | 46.71 (8) | 86.01 (8)  |
| 9                 | Zhansaya Adykhanova / Abish Baytkanov      | Cazaquistão    | 101.85 | 31.81 (9) | 70.04 (9)  |

#### Dança no gelo
| Pos.              | Nome                                     | Nacionalidade | Pontos | DR         | DL         |
| ----------------- | ---------------------------------------- | ------------- | ------ | ---------- | ---------- |
| Medalha de ouro   | Piper Gilles / Paul Poirier              | Canadá        | 201.27 | 79.80 (1)  | 121.47 (1) |
| Medalha de prata  | Natalia Kaliszek / Maksym Spodyriev      | Polônia       | 170.11 | 66.06 (2)  | 104.05 (2) |
| Medalha de bronze | Betina Popova / Sergey Mozgov            | Rússia        | 165.73 | 62.84 (5)  | 102.89 (3) |
| 4                 | Shari Koch / Christian Nüchtern          | Alemanha      | 165.31 | 65.70 (3)  | 99.61 (4)  |
| 5                 | Anna Yanovskaya / Ádám Lukács            | Hungria       | 161.40 | 64.32 (4)  | 97.08 (6)  |
| 6                 | Robynne Tweedale / Joseph Buckland       | Reino Unido   | 159.83 | 61.41 (6)  | 98.42 (5)  |
| 7                 | Katharina Müller / Tim Dieck             | Alemanha      | 157.08 | 61.12 (7)  | 95.96 (8)  |
| 8                 | Annabelle Morozov / Andrei Bagin         | Rússia        | 151.55 | 54.51 (10) | 97.04 (7)  |
| 9                 | Julia Wagret / Pierre Souquet            | França        | 142.46 | 55.76 (9)  | 86.70 (9)  |
| 10                | Shira Ichilov / Vadim Davidovich         | Israel        | 139.45 | 57.10 (8)  | 82.35 (11) |
| 11                | Anna Kublikova / Yuri Hulitski           | Bielorrússia  | 137.98 | 52.55 (11) | 85.43 (10) |
| WD                | Mina Zdravkov / Christopher Martin Davis | Bulgária      | —      | — (WD)     |            |

### Júnior

#### Individual masculino júnior
| Pos.              | Nome                    | Nacionalidade | Pontos | PC        | PL         |
| ----------------- | ----------------------- | ------------- | ------ | --------- | ---------- |
| Medalha de ouro   | Gabriele Frangipani     | Itália        | 195.21 | 67.95 (1) | 127.26 (1) |
| Medalha de prata  | Yudong Chen             | China         | 166.25 | 60.63 (2) | 105.62 (2) |
| Medalha de bronze | Rakhat Bralin           | Cazaquistão   | 153.66 | 56.10 (3) | 97.56 (3)  |
| 4                 | Noah Bodenstein         | Suíça         | 147.84 | 51.04 (5) | 96.80 (4)  |
| 5                 | Kai Jagoda              | Alemanha      | 141.87 | 52.75 (4) | 89.12 (5)  |
| 6                 | Pagiel Yie Ken Sng      | Singapura     | 112.70 | 40.41 (7) | 72.29 (7)  |
| 7                 | Mauro Calcagno          | Argentina     | 107.32 | 39.97 (8) | 67.35 (8)  |
| 8                 | Lilian Binzari          | Moldávia      | 103.90 | 31.03 (9) | 72.87 (6)  |
| WD                | Charles Henry Katanović | Croácia       | —      | 41.51 (6) | — (WD)     |
| WD                | Ilia Skirda             | Rússia        | —      | — (WD)    |            |
| WD                | Ilya Yablokov           | Rússia        | —      | — (WD)    |            |

#### Individual feminino júnior
| Pos.              | Nome                       | Nacionalidade | Pontos | PC         | PL         |
| ----------------- | -------------------------- | ------------- | ------ | ---------- | ---------- |
| Medalha de ouro   | Alina Soupian              | Israel        | 149.95 | 52.55 (1)  | 97.40 (1)  |
| Medalha de prata  | Nelli Ioffe                | Israel        | 135.54 | 48.91 (2)  | 86.63 (2)  |
| Medalha de bronze | Allana Toktarova           | Cazaquistão   | 130.52 | 45.36 (4)  | 85.16 (3)  |
| 4                 | Elena Rainer               | Itália        | 126.36 | 43.91 (5)  | 82.45 (4)  |
| 5                 | Tullia Maria Trevisan      | Itália        | 125.87 | 48.88 (3)  | 76.99 (6)  |
| 6                 | Alexandra Michaela Filcová | Eslováquia    | 120.15 | 41.70 (6)  | 78.45 (5)  |
| 7                 | Leona Rogić                | Sérvia        | 109.63 | 35.37 (10) | 74.26 (7)  |
| 8                 | Giulia Celio               | Suíça         | 105.19 | 35.62 (9)  | 69.57 (8)  |
| 9                 | Hiu Yau Chow               | Hong Kong     | 101.21 | 40.66 (7)  | 60.55 (9)  |
| 10                | Linden van Bammel          | Países Baixos | 97.53  | 38.00 (8)  | 59.53 (10) |
| 11                | Morgane Crausaz            | Marrocos      | 86.12  | 33.45 (11) | 52.67 (12) |
| 12                | Darja Mijatović            | Sérvia        | 82.42  | 29.43 (13) | 52.99 (11) |
| 13                | Aviv Acco                  | Israel        | 68.26  | 21.19 (14) | 47.07 (13) |
| WD                | Ella Chen                  | Israel        | —      | 30.74 (12) | — (WD)     |
| WD                | Andreea Voicu              | Romênia       | —      | — (WD)     |            |

#### Duplas júnior
| Pos.              | Nome                              | Nacionalidade  | Pontos | PC        | PL        |
| ----------------- | --------------------------------- | -------------- | ------ | --------- | --------- |
| Medalha de ouro   | Daria Danilova / Michel Tsiba     | Países Baixos  | 114.00 | 37.67 (1) | 76.33 (1) |
| Medalha de prata  | Heidrun Pipal / Erik Pipal        | Áustria        | 104.20 | 36.70 (3) | 67.50 (2) |
| Medalha de bronze | Chelsea Liu / Ian Meyh            | Estados Unidos | 97.80  | 33.63 (4) | 64.17 (3) |
| 4                 | Sara Jane Dana / Livio Mayr       | Áustria        | 96.45  | 37.62 (2) | 58.83 (5) |
| 5                 | Cirinia Gillet / Zachary Freedman | Filipinas      | 85.70  | 26.25 (5) | 59.45 (4) |

#### Dança no gelo júnior
| Pos.              | Nome                                         | Nacionalidade  | Pontos | PC        | PL        |
| ----------------- | -------------------------------------------- | -------------- | ------ | --------- | --------- |
| Medalha de ouro   | Caroline Green / Gordon Green                | Estados Unidos | 153.88 | 62.49 (1) | 91.39 (1) |
| Medalha de prata  | Ekatarina Andreeva / Ivan Desyatov           | Rússia         | 139.07 | 51.78 (3) | 87.29 (2) |
| Medalha de bronze | Franceska Righi / Aleksei Dubrovin           | Itália         | 134.24 | 52.53 (2) | 81.71 (3) |
| 4                 | Mira Polishook / Deividas Kizala             | Lituânia       | 128.19 | 49.66 (4) | 78.53 (4) |
| 5                 | Carolina Porteci Peroni / Michael Chrastecky | Itália         | 121.57 | 48.53 (5) | 73.04 (5) |
| 6                 | Mariia Nosovitskaya / Mikhail Nosovitskiy    | Israel         | 110.82 | 42.92 (6) | 67.90 (6) |

## Quadro de medalhas
Sênior (Challenger Series)
| Ordem | País           | Medalha de ouro | Medalha de prata | Medalha de bronze |    | Ordem por total |
| ----- | -------------- | --------------- | ---------------- | ----------------- | -- | --------------- |
| 1     | Estados Unidos | 2               | 1                | 2                 | 5  | 1               |
| 2     | Rússia         | 1               | 2                | 2                 | 5  | 1               |
| 3     | Canadá         | 1               |                  |                   | 1  | 3               |
| 4     | Polônia        |                 | 1                |                   | 1  | 3               |
| TOTAL | TOTAL          | 4               | 4                | 4                 | 12 | —               |

Geral
| Ordem | País           | Medalha de ouro | Medalha de prata | Medalha de bronze |    | Ordem por total |
| ----- | -------------- | --------------- | ---------------- | ----------------- | -- | --------------- |
| 1     | Estados Unidos | 3               | 1                | 3                 | 7  | 1               |
| 2     | Rússia         | 1               | 3                | 2                 | 6  | 2               |
| 3     | Israel         | 1               | 1                |                   | 2  | 3               |
| 4     | Itália         | 1               |                  | 1                 | 2  | 3               |
| 5     | Canadá         | 1               |                  |                   | 1  | 6               |
| 5     | Países Baixos  | 1               |                  |                   | 1  | 6               |
| 7     | Áustria        |                 | 1                |                   | 1  | 6               |
| 7     | China          |                 | 1                |                   | 1  | 6               |
| 7     | Polônia        |                 | 1                |                   | 1  | 6               |
| 10    | Cazaquistão    |                 |                  | 2                 | 2  | 3               |
| TOTAL | TOTAL          | 8               | 8                | 8                 | 24 | —               |